# Jamamadi
I Jamamadi (o anche Yamamadí, Kanamanti) sono un gruppo etnico del Brasile che ha una popolazione stimata in circa 882 individui (2010). Parlano la lingua Jamamadi (codice ISO 639: JAA) e sono principalmente di fede animista.

## Insediamenti
L'attuale territorio della Jamamadi comprende i territori nella regione del medio Purus, negli stati di Amazonas e Acre, nelle regioni dei fiumi Curia e Saburrun (Sabuhã), affluenti del fiume Piranhas, e sui fiumi Mamoriazinho, Capana, Santana e Teruini, affluenti del Purus.
Le cinque aree indigene in cui risiedono i Jamamadi sono tutte riconosciute ufficialmente e sono:
- Caititu nel comune di Lábrea (area divisa con gli Apurinã e i Paumari)
- Camadeni nel comune di Pauini
- Igarapé Capanã nel comune di Boca do Acre (area abitata esclusivamente dai Jamamadi)
- Inauini (Teuini) nei comuni di Boca do Acre e Pauini (area abitata esclusivamente dai Jamamadi)
- Jarawara (Jamamadi o Kanamanti) nei comuni di Lábrea e Tapauá 	(area divisa con i Jarawara)

## Storia
I Jamamadi sono stati menzionati per la prima volta nel 1845 da João Henrique Matos, un ufficiale militare. In quel periodo molti Jamamadi erano lavoratori manuali per conto del mercante ed esploratore Manoel Urbano da Encarnação che controllava il mercato locale delle spezie e delle erbe. Un'altra segnalazione proviene dal naturalista francese Castelnau che li avvistò nel 1847.
Nel 1852, la spedizione di Serafim da Silva Salgado si imbatté in un gruppo di circa 400 Jamamadi alla foce del torrente Macuiany e in un gruppo di 100 presso la foce del torrente Euacá. Nel 1861 Manoel Urbano da Encarnação descrisse i Jamamadi come vicini degli Apurinã, numerosi e piuttosto inclini a lavorare nei campi e nella caccia.
Dal 1940 al 1960, i Jamamadi, come gli altri popoli della regione, furono vittime di violenze da parte di varie spedizioni, in particolare sul fiume Pauini.